# Southwest-Airlines-Flug 1392
Der Southwest-Airlines-Flug 1392 (Flugnummer IATA: WN1392, ICAO: SWA1392, Funkrufzeichen SOUTHWEST 1392) ist ein Inlandslinienflug der Southwest Airlines vom Dallas Love Field zum Austin-Bergstrom International Airport. Am 7. Mai 2020 wurde der Flug mit einer Boeing 737-7H4 durchgeführt. Bei der Landung kam es zu einem schweren Zwischenfall, als die Maschine mit einem Passanten kollidierte, der dabei getötet wurde.

## Maschine
Bei der betroffenen Maschine handelte es sich um eine Boeing 737-7H4, die zum Zeitpunkt des Unfalls 19 Jahre alt war. Die Maschine wurde im Werk von Boeing in Renton im Bundesstaat Washington endmontiert und absolvierte am 21. März 2001 ihren Erstflug. Das Flugzeug trug die Werknummer 29813 und die Seriennummer 810. Die Maschine wurde am 29. März 2001 mit dem Luftfahrzeugkennzeichen N401WN und der Flottennummer 401 bei Southwest Airlines in Betrieb genommen.  Das zweistrahlige Schmalrumpfflugzeug war mit zwei Turbofantriebwerken des Typs CFMI CFM56-7B24 sowie nachgerüsteten Winglets ausgestattet.

## Insassen
Den Flug von Dallas nach Austin hatten 53 Passagiere angetreten. Es befand sich eine fünfköpfige Besatzung an Bord der Maschine, bestehend aus einem Flugkapitän, einem Ersten Offizier und drei Flugbegleiterinnen.

## Unfallhergang
Die in Dallas gestartete Maschine hatte um 20:12 Uhr Ortszeit gerade auf der Landebahn 17R des Flughafens Austin aufgesetzt, als die Piloten plötzlich einen Mann erblickten, der sich auf der Landebahn befand. Sie versuchten noch, die Maschine an dem Mann vorbei zu lenken, das linke Triebwerk erfasste ihn jedoch. Der Mann wurde bei dem Aufprall getötet, die Triebwerksgondel stark beschädigt. An Bord der Maschine wurde niemand verletzt.

## Ursache
Eine 20 Minuten zuvor gelandete Maschine meldete keine Auffälligkeiten auf der Landebahn. Der Leichnam des Opfers wurde mit einem Betriebsfahrzeug des Flughafens abtransportiert. Die Identität des Mannes war zunächst unklar, die Polizei teilte mit, der Mann sei nicht wie ein Flughafenmitarbeiter gekleidet gewesen und habe keine Ausweispapiere bei sich gehabt. Am 9. Mai 2020 meldete der Flughafenbetreiber, dass der Mann nicht zu seinen Mitarbeitern gehört hatte und dass er über die Flughafenumzäunung geklettert war. Später wurde bekannt, dass es sich um einen polizeibekannten Obdachlosen handelte. In der Nähe der Landebahn habe es ein Obdachlosenlager gegeben und weitere Personen aus diesem Lager seien in der Vergangenheit über die Flughafenumzäunung geklettert.